# HM Treasury

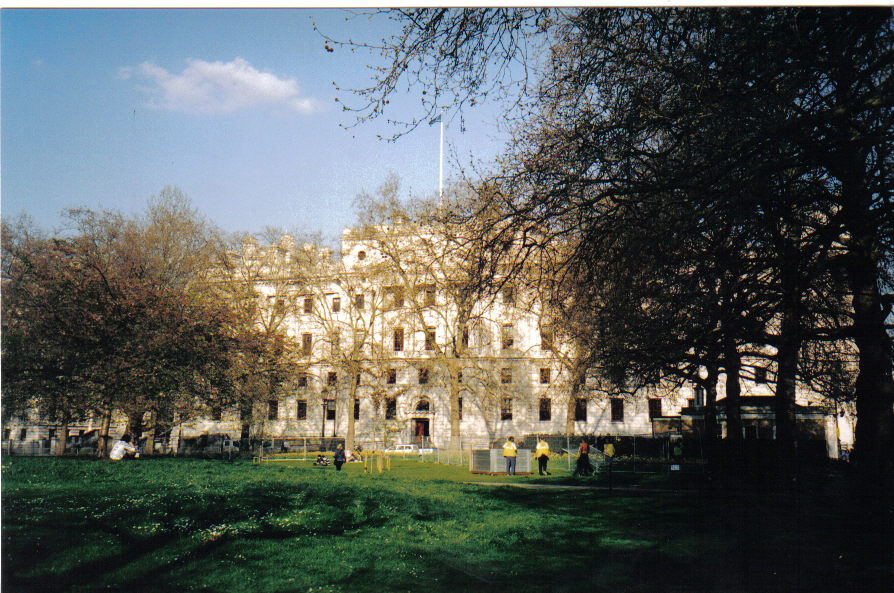
De HM Treasury is gevestigd in dit gebouw nabij St. James's Park.

De HM Treasury (voluit His Majesty's Treasury, ook wel The Treasury genoemd) is het Ministerie van Financiën van het Verenigd Koninkrijk. Het maakt deel uit van de Britse overheid en zorgt voor het financiële en economische beleid.

## Organisatie
Aan het hoofd van de Treasury staat de Lord High Treasurer. Sinds de zeventiende eeuw wordt de rol van Lord Treasurer meestal vervuld door een commissie, waarvan de leden Lords Commissioners of the Treasury worden genoemd. Binnen de commissie bestaan de posities van First Lord of the Treasury en Second Lord of the Treasury, toegewezen volgens senioriteit. De First Lord of the Treasury is dus het oudste of meest ervaren commissielid. Hij werd gezien als regeringsleider en is tegenwoordig ook premier. De Second Lord of the Treasury is sinds 1827 tevens Chancellor of the Exchequer en is verantwoordelijk voor de leiding aan het ministerie.
Binnen de Treasury bestaan tegenwoordig de volgende posities:
- Chancellor of the Exchequer
- Chief Secretary to the Treasury
- Financial Secretary to the Treasury
- Exchequer Secretary to the Treasury
- Economic Secretary to the Treasury
- Commercial Secretary to the Treasury

De werkzaamheden van de HM Treasury worden gecontroleerd door de Treasury Select Committee.